# Sporobolomyces sasicola
Sporobolomyces sasicola är en svampart som beskrevs av Nakase & M. Suzuki 1987. Sporobolomyces sasicola ingår i släktet Sporobolomyces, ordningen Sporidiobolales, klassen Microbotryomycetes, divisionen basidiesvampar och riket svampar.   Inga underarter finns listade i Catalogue of Life.